# Eurya fangii
Eurya fangii är en tvåhjärtbladig växtart som beskrevs av Alfred Rehder. Eurya fangii ingår i släktet Eurya och familjen Pentaphylacaceae. Utöver nominatformen finns också underarten E. f. megaphylla.